# Granville, Manche
Granville là một xã trong tỉnh Manche, thuộc vùng hành chính Normandie của nước Pháp, có dân số là 12.687 người (thời điểm 1999).

## Nhân khẩu học
| 1962   | 1968   | 1975   | 1982   | 1990   | 1999   |
| ------ | ------ | ------ | ------ | ------ | ------ |
| 12 069 | 12 715 | 13 330 | 13 546 | 12 413 | 12 687 |

## Những người con của thành phố
- Christian Dior, nhà thiết kế y phục thời trang
- Leon Herpin, họa sĩ